# Мантовани, Ари
Ари Мантовани (порт.-браз. Ary Mantovani; 3 июля 1924, Агуас-ди-Линдоя — 26 сентября 2018, Агуас-ди-Линдоя) — бразильский футболист, левый нападающий.

## Карьера
Ари Мантовани начал играть в клубе «Могиана» в 1943 году, откуда он перешёл в «Комерсиал». 9 ноября 1944 года Мантовани подписал контракт с клубом «Палмейрас», в который перешёл в следующем году после согласия его родителей. 5 октября 1946 года в матче с клубом «Португеза Сантиста» (2:6), Ари забил два гола прямыми ударами с углового, за что вошёл в Книгу рекордов Гиннесса. В 1947 году он выиграл свой первый в карьере титул — чемпиона штата. А в 1948 году был вынужден завершить карьеру из-за отца, который построил один из самых больших отелей в Агуас-ди-Линдоя, Hotel do Lago, куда Ари пришлось уйти помогать ему с бизнесом. За клуб футболист провёл 97 матчей (58 побед, 22 ничьих и 17 поражений) и забил 33 гола, по другим данным — 100 матчей (62 побед, 21 ничья и 17 поражений) и забил 41 гол.
25 августа 2016 года Мантовани был чествован советом директоров «Палмейраса» за свои два мяча.

## Достижения
- Чемпион штата Сан-Паулу: 1947